# Służba łączności (II RP)
Służba łączności – służba administracyjna Wojska Polskiego II RP wyspecjalizowana w zaopatrywaniu Sił Zbrojnych w urządzenia i materiał telegraficzny, telefoniczny, radiotelegraficzny i inny służący dla celów łączności.
Służba łączności posiadała własny personel kierowniczy i wykonawczy oraz zakłady niezbędne dla wypełnienia jej zadań. Na szczebli centralnym (Ministerstwa Spraw Wojskowych) funkcjonowały Centralne Zakłady Wojsk Łączności w Warszawie, a na szczeblu okręgu korpusu okręgowe zakłady telegraficzne oraz okręgowe zakłady radiotelegraficzne, wchodzące w skład kadr kompanii zapasowych batalionów telegraficznych lub radiotelegraficznych.